# Чивидалско евангелие
Чивидалското евангелие (на италиански: Evangelario di Cividale) е едно от най-старите четириевангелия на латински език, писано около втората половина на V – началото на VІ век. Пази се в Националния музей в Чивидале дел Фриули като Codici sacri № 1.
Евангелието първоначално е използвано из манастири в днешна Северна Италия. Било е обект на почит, тъй като се е вярвало, че Евангелието от Марко в него е било написано от самия евангелист. През ХІІІ-ХІV век частта от Марковото евангелие е подвързана отделно. Някои части от това евангелие са отнесени от германския император Карл ІV в Прага през 1354 година и са положени в архиепископския храм. През 1420 година другите части от Евангелието на Марко са пренесени във Венеция по нейно искане.
Евангелието представлява интерес за историческата наука и ономастиката с маргиналните си бележки, съдържащи славянски и германски имена, включително на владетели и на членове от семействата им. През IX-X век имената на поклонниците, а често и на техните семейства, са включени в празните места на Евангелието. Сред историческите личности, които се споменават, са хърватските князе Браслав (880 – 897) и Бранимир (879 – 892), великоморавският княз Светополк (870 – 894), владетелите на Блатненското княжество Прибина (847 – 861) и Коцел (861 – 874). В него са записани имената на българските пратеници до папата и на владетелското семейство на княз Борис I:
„Тук са имената от България. На първо място техният [на българите] цар Михаил и брат му Докс, и другият му брат Гаврил, и съпругата му Мария, и синът му Расате, и другият Гаврил, и третият син Симеон, и четвъртият син Яков, и дъщеря му раба божия Пракси (Евпраксия), и другата му дъщеря Анна“
Записът е от анонимен монах за българската дипломатическа мисия в Рим, пътуваща за Вечния град в декември 867 г.